# 賈斯汀·威爾森 (後援左投手)
賈斯汀·詹姆斯·威爾森（英語：Justin James Wilson，1987年8月18日—），為美國職棒大聯盟的投手，目前波士頓紅襪。生涯曾效力過海盜、洋基、老虎、小熊、大都會、紅人與釀酒人等隊。他曾於2008年拿下大學世界大賽的冠軍。

## 職業生涯

### 匹茲堡海盜
2008年美國職棒大聯盟選秀，海盜隊在第5輪選進了威爾森。2012年8月20日，威爾森登上大聯盟。他在初登板主投一局無失分，並送出3次三振。
2013年，他拿下6勝1敗，防禦率2.08。2014年，他拿下3勝4敗，防禦率4.20。

### 紐約洋基
2014年11月12日，海盜隊用威爾森向洋基隊交易弗朗西斯科·瑟維里。而洋基隊也讓威爾森擔任佈局投手，並讓戴林·貝坦西斯和安德魯·米勒在8、9兩局登板，組成這年洋基隊的牛棚勝利方程式。而威爾森在這年拿下5勝0敗，防禦率3.10。

### 底特律老虎
2015年12月9日，洋基將威爾森交易至老虎，換來查德·格林和Luis Cessa。隔年1月13日，威爾森與老虎隊簽下1年152萬5000美元的合約以避免薪資仲裁。他在老虎隊的第一年投出4勝5敗，防禦率4.14的成績。
2017年1月13日，他與老虎隊簽下1年270萬美元的合約。他在這年球季的前11場出賽都沒有被敲出任何安打和失分，直到4月29日才被梅基·卡布瑞拉敲出全壘打。5月9日，由於原終結者法蘭西斯科·羅德里奎茲表現不佳，因此威爾森成為球隊新任終結者。

### 芝加哥小熊
2017年7月31日，老虎隊將艾力克斯·艾維拉和威爾森交易至小熊，換來Jeimer Candelario、Isaac Paredes與一名日後指定球員。威爾森在小熊投得很掙扎，他出賽23場比賽，17.2局的投球就送出19次的保送，防禦率高達5.09。總計他2017年共拿下4勝4敗，防禦率3.41，並拿下13次救援成功。
2018年1月12日，威爾森與小熊簽下1年425萬美元的合約。而他在球季結束後成為自由球員。

### 紐約大都會
2019年1月28日，威爾森與大都會隊簽下2年1,000萬美元的合約。該年他的防禦率為2.54。隔年他出賽23場比賽，防禦率3.66。

### 紐約洋基（二次）
2021年2月23日，威爾森和洋基簽下1年合約。該年他在洋基拿下1勝1敗，防禦率7.50。

### 辛辛那提紅人
2021年7月28日，洋基將威爾森和Luis Cessa交易到紅人，換來一名日後指定球員。

## 技術特點
威爾森的主要球種有均速95-96英里的二縫線與四縫線快速球(最快球速可達99英里)，還有均速90-94英里的切球。另外他還會搭配均速約83-87英里的曲球做變化。

## 外部連結
- 球員資訊和成績在MLB ，ESPN ，Retrosheet ，Baseball Reference ，Baseball Reference (Minors) ，Fangraphs （英文）
- 賈斯汀·威爾森在台灣棒球維基館上的頁面（繁體中文）